# Hans Vaihinger

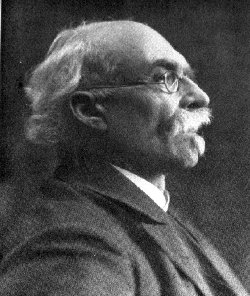
Hans Vaihinger

Hans Vaihinger (* 25. September 1852 in Nehren bei Tübingen; † 18. Dezember 1933 in Halle (Saale)) war ein deutscher Philosoph und Kant-Forscher. Im Ueberweg wird Vaihingers Philosophie als „Idealistisch-pragmatischer Positivismus“ unter einer eigenen, vom Neukantianismus abgegrenzten Rubrik behandelt.

## Leben und Wirken
Vaihinger war der Sohn des evangelischen Pfarrers Johann Georg Vaihinger (1802–1879) und seiner Frau Sophie geb. Haug (auch Hauck), einer Urenkelin von Balthasar Haug. Nach dem Besuch des Stuttgarter Gymnasiums studierte er zunächst Theologie, wechselte dann aber zur Philosophie. Studienorte waren Tübingen, wo er dem Corps Borussia Tübingen beitrat, dann Leipzig und Berlin. 1874 promovierte er in Tübingen und wurde Repetent am Tübinger Stift. 1877 konnte er sich bei Ernst Laas in Straßburg mit Logischen Untersuchungen. 1. Teil: Die Lehre von der wissenschaftlichen Fiktion habilitieren. Die Schrift gilt heute als verschollen, soll jedoch laut Vaihinger selbst in sein Hauptwerk, die Philosophie des Als Ob, eingegangen sein. In Straßburg wurde Vaihinger 1883 zum außerordentlichen Professor ernannt. 1884 folgte er einem Ruf nach Halle, wo er 1894 zum Ordinarius berufen wurde.
Verheiratet war Vaihinger seit 1889 mit der aus einer Gelehrtenfamilie stammenden Elisabeth Alwine Schweigger (geb. 1865), der Tochter des Berliner Hofbuchhändlers Ernst Schweigger. 1892 wurde der Sohn Richard geboren, 1895 die Tochter Erna.
Vaihinger litt an einer Augenkrankheit, die zur völligen Erblindung führte; ihretwegen ließ er sich 1906 emeritieren.
Im Mittelpunkt seiner Arbeit stand die Kantforschung. Vaihinger verfasste einen Kommentar zu Kants Kritik der reinen Vernunft (1881/92). Außerdem stellte er die Kantforschung auf einen sicheren organisatorischen Boden, indem er zum einen die Kant-Studien (seit 1897), zum anderen die Kant-Gesellschaft gründete, letztere 1904, im hundertsten Todesjahr Kants. Gemeinsam mit seinem Schüler Raymund Schmidt gab er von 1919 bis 1930 die Annalen der Philosophie und von 1922 bis 1932 die Bausteine zu einer Philosophie des Als Ob heraus.
Vaihinger galt als Schüler und Fortführer des Werks des Kantianers F. A. Lange, von dem er sich jedoch abgrenzte, indem er betonte, dass der Kritizismus eher als Methode denn als Lehrgebäude zu verstehen sei. Vaihinger war auch einer der ersten akademischen Philosophen, die sich mit der Philosophie Friedrich Nietzsches auseinandersetzten. Er war seit deren Gründung bis zu seinem Tode Vorstandsmitglied der Stiftung Nietzsche-Archiv. Die Grablege Vaihingers befand sich auf dem Gertraudenfriedhof zu Halle/Saale (aufgelassen).
Von der Technischen Hochschule Dresden erhielt er die Ehrendoktorwürde.

## Philosophie des Als Ob
Nicht nur in seinem 1876 bis 1878 entstandenen, aber erst 1911 veröffentlichten eigenständigen Hauptwerk, der Philosophie des Als Ob, finden sich Tendenzen, die Lebenspraxis suchen. Gegen die vorherrschende Meinung sowohl der idealistischen wie der realistischen Flügel des Neukantianismus, dass Wahrheit als Entsprechung zwischen Erkenntnis und Wirklichkeit zu verstehen sei, ist das Ziel der Erkenntnis bei Vaihinger die Bewältigung der Außenwelt durch das Subjekt. Dabei spielt eine Korrespondenz zwischen Gedanken und Überzeugungen und der Wirklichkeit eine dem Erfolg des Handelns untergeordnete Rolle. Vaihingers Haltung nähert sich dabei Positionen von Schopenhauer und Friedrich Nietzsche an, ein wichtiger Einfluss ist zudem Charles Darwin.
Ausgangsfrage seiner Philosophie des Als Ob ist, wie sich Richtiges (erfolgreiches Handeln, Problemlösen) mit falschen Annahmen erreichen lässt. Erkennen heißt bei Vaihinger, Unbekanntes mit Bekanntem zu vergleichen; das Ende der Erkenntnis sieht Vaihinger darin, Unbekanntes nicht mehr auf Bekanntes reduzieren zu können.
Atome, ebenso wie Gott und Seele erklärt Vaihinger als nützliche Fiktionen. Sie erlangen Bedeutung, »als ob« sie wahr seien, auch wenn sie der Denkkonstruktion bewusst widersprechen. Nützliche Fiktionen erhalten ihre Legitimation durch den lebenspraktischen Zweck. Auf dem Umweg des Als-ob erreicht man „das Gegebene“ so lange, bis durch ein neues Modell der Wirklichkeit ein kürzerer Weg gefunden wird. Dies ist jedoch ein unabschließbarer Prozess. In dieser Hinsicht ergibt sich eine Nähe oder Vergleichbarkeit zum zeitgleich entstehenden amerikanischen Pragmatismus.

## Wirkungsgeschichte
Das über achthundert Seiten starke Hauptwerk Vaihingers wurde in zwölf Sprachen, unter anderem auch ins Japanische, übersetzt und erschien auf Deutsch bis 1928 in zehn Auflagen, darunter auch zwei gekürzten Volksausgaben und einer von Kultusminister Adolf Grimme in die Wege geleiteten Schulausgabe für preußische Gymnasien.

## Schriften

### „Philosophie des Als Ob“
Ausgaben
- Hans Vaihinger: Die Philosophie des Als Ob. System der theoretischen, praktischen und religiösen Fiktionen der Menschheit auf Grund eines idealistischen Positivismus; mit einem Anhang über Kant und Nietzsche. Reuther & Reichard, Berlin 1911.
- 2. Auflage ersch. bei Reuther & Reichard, Berlin 1913.
- 3. Auflage ersch. bei Felix Meiner, Leipzig 1918.
- 4. Auflage ersch. bei Felix Meiner, Leipzig 1920.
- 5. und 6. Auflage ersch. bei Felix Meiner, Leipzig 1920 (eingeschränkter elektronischer Zugang, urn:nbn:de:101:1-201705142729).
- 7. und 8. Auflage ersch. bei Felix Meiner, Leipzig 1922 (archive.org).
- 9. und 10. Auflage ersch. bei Felix Meiner, Leipzig 1927 (hiervon Neudr. bei Scientia, Aalen 1986).
- Volksausg. ersch. bei Felix Meiner, Leipzig 1923 (hiervon 2. Auflage 1924; archive.org).

Übersetzungen
- Englisch: The Philosophy of „As If“. A System of the Theoretical, Practical and Religious Fictions of Mankind. Aus dem Deutschen von C. K. Ogden. Kegan Paul, Trench, Trubner & Co., London 1924; 2. Auflage 1935 (hiervon Neudr. u. a. bei Routledge, London 2002, ISBN 0-415-22529-9).
- Italienisch: La filosofia del „come se“. Sistema delle finzioni scientifiche, etico-pratiche e religiose del genere umano. Aus dem Deutschen von Franco Voltaggio. Ubaldini, Rom 1967.
- Französisch: La philosophie du comme si (= Philosophia scientiae. Band 8). Aus dem Deutschen von Christophe Bouriau. Editions Kimé, Paris 2008, ISBN 978-2-84174-462-6.
- Portugiesisch: A filosofia do como se. Sistema das ficções teóricas, práticas e religiosas da humanidade, na base de um positivismo idealista; com um anexo sobre Kant e Nietzsche (= Grandes temas. Band 15). Aus dem Deutschen von Johannes Kretschmer. Argos, Chapecó 2011, ISBN 978-85-7897-036-9.

Vaihinger zum Werk und zu seiner Person
- „Die Philosophie des Als Ob.“ Mitteilungen über ein unter diesem Titel soeben erschienenes neues Werk. Von dessen Herausgeber H. Vaihinger. In: Kant-Studien. Band 16, Heft 1–3, Januar 1911, ISSN 1613-1134, S. 108–115 (doi:10.1515/kant-1911-0127).
- Erklärung betr. meine Autorschaft an der „Philosophie des Als Ob“. In: Kant-Studien, Band 16, Heft 1–3, Januar 1911, S. 522–523 (doi:10.1515/kant-1911-01151) ISSN 1613-1134.
- Wie die Philosophie des Als Ob entstand. In: Raymund Schmidt (Hrsg.): Die Philosophie der Gegenwart in Selbstdarstellungen. Band 2. Felix Meiner, Leipzig 1921, S. 175–203 (hiervon 2. verb. Auflage ebd. 1923, dort S. 183–212).
- Mein Lebenslauf in fünf Etappen. In: Berliner Börsenzeitung, 8. August 1924, Nr. 369, S. 3 (Digitalisat im Zeitungsinformationssystem ZEFYS der Staatsbibliothek zu Berlin; Nachdruck in: Besinnung. Illustrierte Monatsschrift für Deutsches Kulturgut. Band 1, 1925, S. 89–92).

### Weitere Werke
- Die neueren Bewußtseinstheorien. Diss. Tübingen 1874 (nicht im Druck erschienen).
- Goethe als Ideal universeller Bildung. Festrede, gehalten in der ersten gemeinschaftlichen Sitzung der »Vereinigten wissenschaftlichen Vereine« der Universität Leipzig, 1875.
- Hartmann, Dühring und Lange. Zur Geschichte der deutschen Philosophie im XIX. Jahrhundert. Ein kritischer Essay. J. Baedeker, Iserlohn 1876. ULB Münster
- Die drei Phasen des Czolbeschen Naturalismus. In: Philosophische Monatshefte, Band XII, 1876.
- Der Begriff des Absoluten (mit Rücksicht auf H. Spencer). In: Vierteljahresschrift für wissenschaftliche Philosophie, 2, 1878, S. 188–221.
- Das Entwicklungsgesetz der Vorstellungen über das Reale. In: Vierteljahresschrift für wissenschaftliche Philosophie, 2, 1878, S. 298–313, 415–448.
- Commentar zu Kants Kritik der reinen Vernunft. Zum 100jährigen Jubiläum desselben herausgegeben. Band I: 1881 / Band 2: 1892 (Zweite Auflage. Band 1, 2 und Ergänzungsband, hrsg. von Raymund Schmidt, 1922; Neudruck der zweiten Auflage: 1970).
- Zu Kants Widerlegung des Idealismus. In: Straßburger Abhandlungen zur Philosophie. Eduard Zeller zu seinem 70. Geburtstag, 1884, S. 85–164.
- Mitteilungen aus dem kantischen Nachlaß. In: Zeitschrift für Philosophie und philosophische Kritik N.F., Band 96, 1888, S. 1–26.
- Naturforschung und Schule. Eine Zurückweisung der Angriffe Preyers auf das Gymnasium vom Standpunkte der Entwicklungslehre. Vortrag. 1889; archive.org.
- Königin Luise als Erzieherin. Eine Gedächtnisrede. 1894.
- Zur Einführung [der Kantstudien]. In: Kant-Studien, Band 1, 1897, S. 1–8.
- Siebzig textkritische Randglossen zur Analytik [Kants]. In: Kant-Studien, Band 4, 1900, S.  452–463.
- Kant – ein Metaphysiker? In: Philosophische Abhandlungen. Christoph Sigwart zu seinem 70. Geburtstag von einer Reihe von Fachgenossen gewidmet, 1900, S. 133–158.
- Nietzsche als Philosoph, 1902 (Zweite Auflage 1902; Dritte Auflage 1905; Vierte Auflage 1916; Fünfte Auflage 1930 = Bausteine zu einer Philosophie des Als Ob. N.F. H. 1).
- Annalen der Philosophie. [zusammen mit Raymund Schmidt] Leipzig, Felix Meiner, 1919 ff.; Bände I-VIII.

## Sonstige Publikationen
- Jens Sparschuh: Nicht wirklich : ein Roman, Köln : Kiepenheuer & Witsch, 2023, ISBN 978-3-462-00140-2